# Міле Свілар
Міле Свілар (фр. Mile Svilar / серб. Миле Свилар, нар. 27 серпня 1999, Антверпен) — бельгійський та сербський футболіст, воротар італійської «Роми».

## Клубна кар'єра
Народився 27 серпня 1999 року в місті Антверпен. Вихованець футбольної школи клубу «Андерлехт». У 2017 році Міле був включений у заявку на сезон, але так і не дебютував за основний склад. У цьому ж сезоні він став чемпіоном країни та володарем Суперкубка, хоча не зіграв жодної хвилини. 
Влітку того року перейшов у португальську «Бенфіку», підписавши контракт на п'ять років. Сума трансферу склала 2,5 млн євро. 14 жовтня в матчі Кубка Португалії проти «Ольяненсі» дебютував за новий клуб. 18 жовтня в поєдинку Ліги чемпіонів проти англійського «Манчестер Юнайтед» Міле вийшов на поле в основному складі і став наймолодшим воротарем в історії турніру (18 років 52 дні), побивши рекорд іспанця Ікера Касільяса (18 років 118 днів). 22 жовтня у матчі проти «Авеша» він дебютував у Сангріш-лізі.
Загалом провів у Португалії п'ять сезонів, однак протягом перших двох із них практично не грав, а протягом решти трьох — грав за «Бенфіку Б» в Сегунді.
Влітку 2022 року уклав п'ятирічний контракт з італійською «Ромою», де став дублером Руя Патрісіу.

## Виступи за збірні
2014 року дебютував у складі юнацької збірної Бельгії, взяв участь у 20 іграх на юнацькому рівні, пропустивши 15 голів. У 2016 році у складі збірної до 17 років взяв участь у юнацькому чемпіонаті Європи у Азербайджані. На турнірі він зіграв у матчах проти Шотландії, Азербайджану, Португалії та Німеччини.
У жовтні 2017 року тренер бельгійської національної збірної Герт Вергеєн заявив, що він намагався зв'язатися з молодим воротарем кілька разів, але останній не відповів на його заклики. Оскільки Міле мав подвійне громадянство і ще не виступав за жодну національну збірну, він мав можливість змінити своє футбольне громадянство. 4 листопада 2017 року Свілар оголосив про те, що буде виступати за збірну Сербії, і в березні 2018 року прийняв виклик від Футбольної асоціації Сербії. Утім дебют воротаря за сербську національну команду відбувся лише 1 вересня 2021 року, коли він вийшов на поле на другий тайм товариської гри проти команди Катару.
| Дата     | Місто    | Господарі | Результат | Гості  | Турнір           | Голи | Примітки |
| -------- | -------- | --------- | --------- | ------ | ---------------- | ---- | -------- |
| 1-9-2021 | Дебрецен | Катар     | 0 – 4     | Сербія | товариський матч | -    | 46'      |
| Усього   |          | Матчів    | 1         |        | Голів            | 0    |          |

## Досягнення
- Чемпіон Бельгії (1):

«Андерлехт»: 2016-17
- Володар Суперкубка Бельгії (1):

«Андерлехт»: 2017
- Чемпіон Португалії (1):

«Бенфіка»: 2018-19
- Володар Суперкубка Португалії (1):

«Бенфіка»: 2019

## Особисте життя
Батько Міле, Ратко Свілар — відомий у минулому югославський воротар, учасник чемпіонату світу 1982 року. Сам Міле також має сербський паспорт.